# Лікар-кардіолог
Лікар-кардіонолог — фахівець з кардіології, медичний працівник, який займається діагностикою, лікуванням та профілактикою хвороб серця.

## Завдання та обов'язки
- Надає спеціалізовану медичну допомогу хворим кардіологічного профілю, в тому числі швидку і невідкладну.
- Застосовує сучасні методи профілактики, діагностики, лікування, реабілітації та диспансеризації.
- Здійснює нагляд за побічними реакціями/діями лікарських засобів.
- Проводить консультації за направленнями інших спеціалістів.
- Бере участь у проведенні протиепідемічних заходів при появі осередку інфекції.
- Дотримується принципів медичної деонтології. Керує роботою середнього медичного персоналу. Планує роботу та проводить аналіз її результатів. Веде лікарську документацію. Бере активну участь у поширенні медичних знань серед населення з профілактики серцево-судинних захворювань. Постійно удосконалює свій професійний рівень.

### Повинен знати
- чинне законодавство про охорону здоров'я та нормативні документи, що регламентують діяльність органів управління та закладів охорони здоров'я;
- організацію терапевтичної та кардіологічної служби, швидкої і невідкладної допомоги;
- організацію служби інтенсивної терапії та реанімації в кардіологічній клініці;
- основи права в медицині; права, обов'язки та відповідальність лікаря-кардіолога;
- показники захворюваності, тимчасової непрацездатності, інвалідності, смертності і шляхи їх зниження;
- основи норми і патології анатомії та фізіології органів і систем людини, водно-електролітного обміну, кислотно-основної рівноваги, гемостазу;
- патогенез захворювань серцево-судинної системи;
- клініку, діагностику, диференційну діагностику, методи лікування, реабілітацію та експертизу непрацездатності при кардіологічних захворюваннях;
- загальні і спеціальні методи обстеження в терапії і кардіології;
- основи фармакотерапії в кардіологічній практиці;
- методи фізіотерапії та лікувальної фізкультури;
- показання і протипоказання до санаторно-курортного лікування;
- сучасну класифікацію кардіологічних захворювань;
- основи раціонального харчування здорового і хворого організму, принципи дієтотерапії у хворих серцево-судинними захворюваннями;
- організацію роботи лікарсько-консультативної та медико-соціальної експертної комісій; правила оформлення медичної документації; передові інформаційні та Інтернет технології; сучасну наукову літературу та науково-практичну періодику за фахом, методи її аналізу та узагальнення.

## Кваліфікаційні вимоги
Лікар-кардіолог вищої кваліфікаційної категоріїповна вища освіта (спеціаліст, магістр) за напрямом підготовки «Медицина», спеціальністю «Лікувальна справа». Проходження інтернатури за спеціальністю «Терапія» з наступною спеціалізацією з «Кардіології». Підвищення кваліфікації (курси удосконалення, стажування, передатестаційні цикли тощо). Наявність сертифіката лікаря-спеціаліста та посвідчення про присвоєння (підтвердження) вищої І кваліфікаційної категорії з цієї спеціальності. Стаж роботи за фахом понад 10 років.
Лікар-кардіолог I кваліфікаційної категоріїповна вища освіта (спеціаліст, магістр) за напрямом підготовки «Медицина», спеціальністю «Лікувальна справа». Проходження інтернатури за спеціальністю «Терапія» з наступною спеціалізацією з «Кардіології». Підвищення кваліфікації (курси удосконалення, стажування, передатестаційні цикли тощо). Наявність сертифіката лікаря-спеціаліста та посвідчення про присвоєння (підтвердження) I кваліфікаційної категорії з цієї спеціальності. Стаж роботи за фахом понад 7 років.
Лікар-кардіолог II кваліфікаційної категоріїповна вища освіта (спеціаліст, магістр) за напрямом підготовки «Медицина», спеціальністю «Лікувальна справа». Проходження інтернатури за спеціальністю «Терапія» з наступною спеціалізацією з «Кардіології». Підвищення кваліфікації (курси удосконалення, стажування, передатестаційні цикли тощо). Наявність сертифіката лікаря-спеціаліста та посвідчення про присвоєння (підтвердження) II кваліфікаційної категорії з цієї спеціальності. Стаж роботи за фахом понад 5 років.
Лікар-кардіологповна вища освіта (спеціаліст, магістр) за напрямом підготовки «Медицина», спеціальністю «Лікувальна справа». Проходження інтернатури за спеціальністю «Терапія» з наступною спеціалізацією з «Кардіології». Наявність сертифіката лікаря-спеціаліста. Без вимог до стажу роботи.